# Omalá (Céphalonie)
Pour l’article homonyme, voir Omála (Réthymnon).
Le dème d'Omalá, en grec moderne : Δήμος Ομαλών, est un ancien dème de l'île Ionnienne de Céphalonie, en Grèce. Depuis 2011, il fait partie du dème d'Argostóli.
Selon le recensement de 2011, la population du dème d'Omalá compte 840 habitants.